# Trichotrimicra medleri
Trichotrimicra medleri är en tvåvingeart som beskrevs av Alexander 1974. Trichotrimicra medleri ingår i släktet Trichotrimicra och familjen småharkrankar.
Artens utbredningsområde är Nigeria. Inga underarter finns listade i Catalogue of Life.